# Copa Libertadores 2020
La Copa Libertadores 2020, denominada oficialmente Copa Conmebol Libertadores 2020, fue la sexagésima primera edición del torneo de clubes más importante de América del Sur, organizada por la Conmebol. Participaron equipos de los diez países sudamericanos: Argentina, Bolivia, Brasil, Chile, Colombia, Ecuador, Paraguay, Perú, Uruguay y Venezuela.
El sorteo de las fases preliminares y de grupos se realizó el 17 de diciembre de 2019 en Luque, Paraguay, junto con la primera fase de la Copa Sudamericana 2020.
El campeón fue Palmeiras, que logró su segundo título luego de más de 21 años. Por ello, disputó la Copa Mundial de Clubes de la FIFA 2020 y también la Recopa Sudamericana 2021 contra Defensa y Justicia, campeón de la Copa Sudamericana 2020. También se clasificó a la fase de grupos de la Copa Libertadores 2021.
Debido a las medidas para contener la pandemia de COVID-19, la Conmebol tomó la decisión de suspender temporalmente sus competiciones, inicialmente hasta el 5 de mayo. Sin embargo, debido a que la mayoría de los países continuaron con las fronteras cerradas, postergó el reinicio del torneo hasta el 15 de septiembre. La finalización fue el 30 de enero de 2021.

## Formato
La competición contó con tres fases clasificatorias de eliminación directa, en las que participaron 19 equipos, de los cuales 4 lograron la clasificación a fase de grupos y se sumaron a los 28 ya clasificados; de la fase de grupos, disputada en dos rondas por el sistema de todos contra todos, accedieron los dos primeros de cada zona a las fases finales (octavos y cuartos de final, semifinales y final), también de eliminación directa, hasta determinar al campeón. Además, diez equipos fueron transferidos a la Copa Sudamericana 2020 (los terceros de la fase de grupos y los 2 mejores perdedores de la Fase 3).
| Fase                        | Fase                        | Equipos que entran en esta fase | Equipos que provienen de la fase anterior                                           |
| --------------------------- | --------------------------- | --- | ----------------------------------------------------------------------------------- |
| Fase 1 (6 equipos)          | Fase 1 (6 equipos)          | - 1 equipo de Bolivia, Ecuador, Paraguay, Perú, Uruguay y Venezuela |                                                                                     |
| Fase 2 (16 equipos)         | Fase 2 (16 equipos)         | - 2 equipos de Brasil, Chile y Colombia. - 1 equipo de Argentina, Bolivia, Ecuador, Paraguay, Perú, Uruguay y Venezuela                                                                                     | - 3 equipos clasificados de la Fase 1                                               |
| Fase 3 (8 equipos)          | Fase 3 (8 equipos)          | | - 8 equipos clasificados de la Fase 2                                               |
| Fase de grupos (32 equipos) | Fase de grupos (32 equipos) | - 5 equipos de Brasil y Argentina - 2 equipos de Chile, Colombia, Bolivia, Ecuador, Paraguay, Perú, Uruguay y Venezuela - El campeón de la Copa Libertadores 2019 - El campeón de la Copa Sudamericana 2019 | - 4 equipos clasificados de la Fase 3                                               |
| Fases finales (16 equipos)  | Fases finales (16 equipos)  | | - 8 equipos primeros de la Fase de grupos - 8 equipos segundos de la Fase de grupos |

### Distribución de cupos
| Asociación                           | Cupos | Fase de grupos | Fase 3 | Fase 2 | Fase 1 |
| ------------------------------------ | ----- | -------------- | ------ | ------ | ------ |
| Brasil                               | 7     | 5              | –      | 2      | –      |
| Argentina                            | 6     | 5              | –      | 1      | –      |
| Bolivia                              | 4     | 2              | –      | 1      | 1      |
| Chile                                | 4     | 2              | –      | 2      | –      |
| Colombia                             | 4     | 2              | –      | 2      | –      |
| Ecuador                              | 4     | 2              | –      | 1      | 1      |
| Paraguay                             | 4     | 2              | –      | 1      | 1      |
| Perú                                 | 4     | 2              | –      | 1      | 1      |
| Uruguay                              | 4     | 2              | –      | 1      | 1      |
| Venezuela                            | 4     | 2              | –      | 1      | 1      |
| Campeón de la Copa Libertadores 2019 | 1     | 1              | –      | –      | –      |
| Campeón de la Copa Sudamericana 2019 | 1     | 1              | –      | –      | –      |
| Fase anterior                        | –     | 4              | 8      | 3      | –      |
| Total                                | 47    | 32             | 8      | 16     | 6      |

### Calendario
| Fase           | Ronda            | Fecha de sorteo         | Ida                              | Vuelta                           |
| -------------- | ---------------- | ----------------------- | -------------------------------- | -------------------------------- |
| Clasificatoria | Fase 1           | 17 de diciembre de 2019 | 21 y 22 de enero                 | 28 y 29 de enero                 |
| Clasificatoria | Fase 2           | 17 de diciembre de 2019 | 4 al 6 de febrero                | 11 al 13 de febrero              |
| Clasificatoria | Fase 3           | 17 de diciembre de 2019 | 18 al 20 de febrero              | 25 al 27 de febrero              |
| Grupos         | Fecha 1          | 17 de diciembre de 2019 | 3 al 5 de marzo                  | 3 al 5 de marzo                  |
| Grupos         | Fecha 2          | 17 de diciembre de 2019 | 10 al 12 de marzo                | 10 al 12 de marzo                |
| Grupos         | Fecha 3          | 17 de diciembre de 2019 | 15 al 17 de septiembre           | 15 al 17 de septiembre           |
| Grupos         | Fecha 4          | 17 de diciembre de 2019 | 22 al 24 de septiembre           | 22 al 24 de septiembre           |
| Grupos         | Fecha 5          | 17 de diciembre de 2019 | 29 de septiembre al 1 de octubre | 29 de septiembre al 1 de octubre |
| Grupos         | Fecha 6          | 17 de diciembre de 2019 | 20 al 22 de octubre              | 20 al 22 de octubre              |
| Eliminatoria   | Octavos de final | 23 de octubre de 2020   | 24 y 25 de noviembre             | 1 y 2 de diciembre               |
| Eliminatoria   | Cuartos de final | 23 de octubre de 2020   | 8 y 9 de diciembre               | 15 y 23 de diciembre             |
| Eliminatoria   | Semifinales      | 23 de octubre de 2020   | 5 y 6 de enero de 2021           | 12 y 13 de enero de 2021         |
| Eliminatoria   | Final            | 23 de octubre de 2020   | 30 de enero de 2021              | 30 de enero de 2021              |

## Sede de la final
El 17 de octubre de 2019, la CONMEBOL confirmó que la final del torneo se jugaría en el Estadio de Maracaná, en Río de Janeiro, Brasil, con fecha inicial prevista para el 21 de noviembre de 2020. Sin embargo, la pandemia mundial de COVID-19 obligó a la suspensión temporal de la competencia, lo que llevó a reprogramar la final, que finalmente se disputó el 30 de enero de 2021.
| Brasil                       |          |
| Ciudad                       | Estadio  |
| Río de Janeiro               | Maracanã |
|                              |          |
| 78 838 espectadores          |          |
| Final Copa Libertadores 2020 |          |

## Participantes
| País                                                      | Equipo                                                                                    | Vía de clasificación |
| --------------------------------------------------------- | ----------------------------------------------------------------------------------------- | --- |
| Argentina 6 cupos                                         | Racing Club Defensa y Justicia River Plate Tigre Boca Juniors Atlético Tucumán            | Campeón de la Superliga Argentina 2018-19 Subcampeón de la Superliga Argentina 2018-19 Campeón de la Copa Argentina 2018-19 Campeón de la Copa de la Superliga 2019 3.º puesto de la Superliga Argentina 2018-19 5.º puesto de la Superliga Argentina 2018-19 |
| Bolivia 4 cupos                                           | Bolívar Jorge Wilstermann The Strongest San José                                          | Campeón del Torneo Apertura 2019 Campeón del Torneo Clausura 2019 2.º puesto de la Tabla acumulada de la División Profesional 2019 4.º puesto de la Tabla acumulada de la División Profesional 2019 |
| Brasil 7 cupos + campeón vigente de la Copa Libertadores  | Flamengo Athletico Paranaense Santos Palmeiras Grêmio São Paulo Internacional Corinthians | Campeón de la Copa Libertadores 2019 y del Campeonato Brasileño Serie A 2019 Campeón de la Copa de Brasil 2019 Subcampeón del Campeonato Brasileño Serie A 2019 3.º puesto del Campeonato Brasileño Serie A 2019 4.º puesto del Campeonato Brasileño Serie A 2019 6.º puesto del Campeonato Brasileño Serie A 2019 7.º puesto del Campeonato Brasileño Serie A 2019 8.º puesto del Campeonato Brasileño Serie A 2019 |
| Chile 4 cupos                                             | Universidad Católica Colo-Colo Palestino Universidad de Chile                             | Campeón de la Primera División de Chile 2019 Subcampeón de la Primera División de Chile 2019 y campeón de la Copa Chile 2019 3.º puesto de la Primera División de Chile 2019 Subcampeón de la Copa Chile 2019 |
| Colombia 4 cupos                                          | Junior América de Cali Deportes Tolima Independiente Medellín                             | Campeón del Torneo Apertura 2019 Campeón del Torneo Finalización 2019 3.º puesto de la Tabla de reclasificación de la Categoría Primera A 2019 Campeón de la Copa Colombia 2019 |
| Ecuador 4 cupos + campeón vigente de la Copa Sudamericana | Independiente del Valle Delfín Liga de Quito Macará Barcelona                             | Campeón de la Copa Sudamericana 2019 Campeón de la Serie A de Ecuador 2019 Subcampeón de la Serie A de Ecuador 2019 1.º puesto de la Tabla general de la Serie A de Ecuador 2019 2.º puesto de la Tabla general de la Serie A de Ecuador 2019 |
| Paraguay 4 cupos                                          | Olimpia Libertad Cerro Porteño Guaraní                                                    | Campeón del Torneo Apertura 2019 y del Torneo Clausura 2019 2.º puesto de la Tabla acumulada del Campeonato de Primera División 2019 3.º puesto de la Tabla acumulada del Campeonato de Primera División 2019 4.º puesto de la Tabla acumulada del Campeonato de Primera División 2019 |
| Perú 4 cupos                                              | Deportivo Binacional Alianza Lima Sporting Cristal Universitario                          | Campeón de la Liga 1 2019 Subcampeón de la Liga 1 2019 Semifinalista de la Liga 1 2019 4.º puesto de la Tabla acumulada de la Liga 1 2019 |
| Uruguay 4 cupos                                           | Nacional Peñarol Cerro Largo Progreso                                                     | Campeón del Campeonato Uruguayo de Primera División 2019 Subcampeón del Campeonato Uruguayo de Primera División 2019 3.º puesto de la Tabla anual del Campeonato Uruguayo de Primera División 2019 4.º puesto de la Tabla anual del Campeonato Uruguayo de Primera División 2019 |
| Venezuela 4 cupos                                         | Caracas Estudiantes de Mérida Deportivo Táchira Carabobo                                  | Campeón de la Primera División 2019 Subcampeón de la Primera División 2019 1.º puesto de la Tabla acumulada de la Primera División 2019 3.º puesto de la Tabla acumulada de la Primera División 2019 |

### Distribución geográfica de los equipos
Distribución geográfica de las sedes de los equipos participantes:

## Sorteo
El sorteo se realizó el 17 de diciembre de 2019 en la sede de la Conmebol, ubicada en la ciudad de Luque, Paraguay. Ese mismo día, se sorteó la primera fase de la Copa Sudamericana 2020.
Los bombos fueron distribuidos de acuerdo con el Ranking Conmebol Libertadores 2020. No se podían enfrentar equipos de un mismo país, excepto si ese equipo venía de las fases anteriores. Al momento del sorteo no se conocían las identidades de los equipos Bolivia 2, Bolivia 3, Bolivia 4 y Chile 4; por tanto fueron directamente asignados a los últimos bombos de cada fase.

### Fase 1
| Bombo 1                                              | Bombo 2                                       |
| ---------------------------------------------------- | --------------------------------------------- |
| - Barcelona (23) - Guaraní (34) - Universitario (43) | - Progreso (132) - Carabobo (147) - Bolivia 4 |

### Fase 2
| Bombo 1 | Bombo 2 |
| --- | --- |
| - Cerro Porteño (11) - Internacional (16) - Corinthians (18) - Sporting Cristal (31) - Atlético Tucumán (50) - Deportivo Táchira (51) - Deportes Tolima (58) - Palestino (66) | - Independiente Medellín (68) - Macará (170) - Cerro Largo (207) - Bolivia 3 - Chile 4 - Fase 1 Ganador E1 - Fase 1 Ganador E2 - Fase 1 Ganador E3 |

### Fase de grupos
| Bombo 1 | Bombo 2 | Bombo 3 | Bombo 4 |
| --- | --- | --- | --- |
| - Flamengo (8) - River Plate (1) - Boca Juniors (2) - Grêmio (3) - Nacional (4) - Peñarol (5) - Palmeiras (6) - Olimpia (10) | - Independiente del Valle (35) - Santos (14) - São Paulo (17) - Libertad (19) - Colo-Colo (21) - Bolívar (24) - Racing Club (27) - Universidad Católica (29) | - Liga de Quito (30) - América de Cali (36) - Athletico Paranaense (41) - Junior (48) - Alianza Lima (54) - Caracas (72) - Delfín (82) - Tigre (93) | - Estudiantes de Mérida (113) - Deportivo Binacional (140) - Defensa y Justicia (208) - Bolivia 2 - Fase 3 Ganador G1 - Fase 3 Ganador G2 - Fase 3 Ganador G3 - Fase 3 Ganador G4 |

## Fase clasificatoria

### Fase 1
| Fechas           | Local en la ida | Global | Local en la vuelta | Ida | Vuelta | Llave |
| ---------------- | --------------- | ------ | ------------------ | --- | ------ | ----- |
| 22 y 29 de enero | San José        | 0:5    | Guaraní            | 0:1 | 0:4    | E1    |
| 21 y 28 de enero | Carabobo        | 1:2    | Universitario      | 1:1 | 0:1    | E2    |
| 22 y 29 de enero | Progreso        | 1:5    | Barcelona          | 0:2 | 1:3    | E3    |

### Fase 2
| Fechas            | Local en la ida        | Global       | Local en la vuelta | Ida | Vuelta | Llave |
| ----------------- | ---------------------- | ------------ | ------------------ | --- | ------ | ----- |
| 5 y 12 de febrero | Universitario          | 1:2          | Cerro Porteño      | 1:1 | 0:1    | C1    |
| 5 y 12 de febrero | Cerro Largo            | 2:6          | Palestino          | 1:1 | 1:5    | C2    |
| 4 y 11 de febrero | Independiente Medellín | 4:2          | Deportivo Táchira  | 4:0 | 0:2    | C3    |
| 4 y 11 de febrero | Macará                 | 0:2          | Deportes Tolima    | 0:1 | 0:1    | C4    |
| 4 y 11 de febrero | Universidad de Chile   | 0:2          | Internacional      | 0:0 | 0:2    | C5    |
| 5 y 12 de febrero | The Strongest          | 2:2 (5:6 p.) | Atlético Tucumán   | 2:0 | 0:2    | C6    |
| 5 y 12 de febrero | (v.) Guaraní           | 2:2          | Corinthians        | 1:0 | 1:2    | C7    |
| 6 y 13 de febrero | Barcelona              | 5:2          | Sporting Cristal   | 4:0 | 1:2    | C8    |

### Fase 3
| Fechas             | Local en la ida        | Global       | Local en la vuelta | Ida | Vuelta | Llave |
| ------------------ | ---------------------- | ------------ | ------------------ | --- | ------ | ----- |
| 19 y 26 de febrero | Barcelona              | 5:0          | Cerro Porteño      | 1:0 | 4:0    | G1    |
| 20 y 27 de febrero | Palestino              | 1:3          | Guaraní            | 0:1 | 1:2    | G2    |
| 18 y 25 de febrero | Independiente Medellín | 1:1 (4:2 p.) | Atlético Tucumán   | 1:0 | 0:1    | G3    |
| 19 y 26 de febrero | Deportes Tolima        | 0:1          | Internacional      | 0:0 | 0:1    | G4    |

Nota: Los equipos con mejor ubicación en el Ranking Conmebol jugaron como locales en el partido de vuelta.

#### Tabla de equipos perdedores
Los dos mejores perdedores de la Fase 3 fueron transferidos a la segunda fase de la Copa Sudamericana 2020.

|  | Equipos transferidos a la segunda fase de la Copa Sudamericana 2020 |
|  | Equipos eliminados                                                  |

| Equipo           | Pts. | PJ | PG | PE | PP | GF | GC | DG |
| ---------------- | ---- | -- | -- | -- | -- | -- | -- | -- |
| Atlético Tucumán | 3    | 2  | 1  | 0  | 1  | 1  | 1  | 0  |
| Deportes Tolima  | 1    | 2  | 0  | 1  | 1  | 0  | 1  | –1 |
| Palestino        | 0    | 2  | 0  | 0  | 2  | 1  | 3  | –2 |
| Cerro Porteño    | 0    | 2  | 0  | 0  | 2  | 0  | 5  | –5 |

## Fase de grupos
Los participantes se distribuyeron en 8 grupos de 4 equipos cada uno. Los dos primeros de cada uno de ellos pasaron a los octavos de final y los terceros fueron transferidos a la segunda fase de la Copa Sudamericana 2020. Los criterios de clasificación fueron los siguientes:
1. Puntos obtenidos.
2. Diferencia de goles.
3. Mayor cantidad de goles marcados.
4. Mayor cantidad de goles marcados como visitante.
5. Ubicación en el Ranking Conmebol.

|  | Equipos clasificados a los Octavos de final.                         |
|  | Equipos transferidos a la segunda fase de la Copa Sudamericana 2020. |
|  | Equipos eliminados.                                                  |

### Grupo A
| Equipo                  | Pts. | PJ | PG | PE | PP | GF | GC | DG |
| ----------------------- | ---- | -- | -- | -- | -- | -- | -- | -- |
| Flamengo                | 15   | 6  | 5  | 0  | 1  | 14 | 8  | 6  |
| Independiente del Valle | 12   | 6  | 4  | 0  | 2  | 14 | 8  | 6  |
| Junior                  | 6    | 6  | 2  | 0  | 4  | 8  | 12 | –4 |
| Barcelona               | 3    | 6  | 1  | 0  | 5  | 4  | 12 | –8 |

| \| Fecha \| Lugar \| Local \| Resultado \| Visitante \| \| ---------------- \| -------------- \| ----------------------- \| --------- \| ----------------------- \| \| 4 de marzo \| Guayaquil \| Barcelona \| 0:3 \| Independiente del Valle \| \| 4 de marzo \| Barranquilla \| Junior \| 1:2 \| Flamengo \| \| 11 de marzo \| Río de Janeiro \| Flamengo \| 3:0 \| Barcelona \| \| 11 de marzo \| Quito \| Independiente del Valle \| 3:0 \| Junior \| \| 17 de septiembre \| Guayaquil \| Barcelona \| 1:2 \| Junior \| \| 17 de septiembre \| Quito \| Independiente del Valle \| 5:0 \| Flamengo \| \| 22 de septiembre \| Guayaquil \| Barcelona \| 1:2 \| Flamengo \| \| 22 de septiembre \| Barranquilla \| Junior \| 4:1 \| Independiente del Valle \| \| 30 de septiembre \| Barranquilla \| Junior \| 0:2 \| Barcelona \| \| 30 de septiembre \| Río de Janeiro \| Flamengo \| 4:0 \| Independiente del Valle \| \| 21 de octubre \| Quito \| Independiente del Valle \| 2:0 \| Barcelona \| \| 21 de octubre \| Río de Janeiro \| Flamengo \| 3:1 \| Junior \| |                |                         |           |                         |
| Fecha | Lugar          | Local                   | Resultado | Visitante               |
| 4 de marzo | Guayaquil      | Barcelona               | 0:3       | Independiente del Valle |
| 4 de marzo | Barranquilla   | Junior                  | 1:2       | Flamengo                |
| 11 de marzo | Río de Janeiro | Flamengo                | 3:0       | Barcelona               |
| 11 de marzo | Quito          | Independiente del Valle | 3:0       | Junior                  |
| 17 de septiembre | Guayaquil      | Barcelona               | 1:2       | Junior                  |
| 17 de septiembre | Quito          | Independiente del Valle | 5:0       | Flamengo                |
| 22 de septiembre | Guayaquil      | Barcelona               | 1:2       | Flamengo                |
| 22 de septiembre | Barranquilla   | Junior                  | 4:1       | Independiente del Valle |
| 30 de septiembre | Barranquilla   | Junior                  | 0:2       | Barcelona               |
| 30 de septiembre | Río de Janeiro | Flamengo                | 4:0       | Independiente del Valle |
| 21 de octubre | Quito          | Independiente del Valle | 2:0       | Barcelona               |
| 21 de octubre | Río de Janeiro | Flamengo                | 3:1       | Junior                  |

### Grupo B
| Equipo    | Pts. | PJ | PG | PE | PP | GF | GC | DG  |
| --------- | ---- | -- | -- | -- | -- | -- | -- | --- |
| Palmeiras | 16   | 6  | 5  | 1  | 0  | 17 | 2  | 15  |
| Guaraní   | 13   | 6  | 4  | 1  | 1  | 13 | 7  | 6   |
| Bolívar   | 4    | 6  | 1  | 1  | 4  | 6  | 13 | –7  |
| Tigre     | 1    | 6  | 0  | 1  | 5  | 3  | 17 | –14 |

| \| Fecha \| Lugar \| Local \| Resultado \| Visitante \| \| ---------------- \| --------- \| --------- \| --------- \| --------- \| \| 4 de marzo \| Victoria \| Tigre \| 0:2 \| Palmeiras \| \| 4 de marzo \| Asunción \| Guaraní \| 2:0 \| Bolívar \| \| 10 de marzo \| La Paz \| Bolívar \| 2:0 \| Tigre \| \| 10 de marzo \| São Paulo \| Palmeiras \| 3:1 \| Guaraní \| \| 16 de septiembre \| La Paz \| Bolívar \| 1:2 \| Palmeiras \| \| 17 de septiembre \| Asunción \| Guaraní \| 4:1 \| Tigre \| \| 22 de septiembre \| Victoria \| Tigre \| 1:1 \| Bolívar \| \| 23 de septiembre \| Asunción \| Guaraní \| 0:0 \| Palmeiras \| \| 30 de septiembre \| São Paulo \| Palmeiras \| 5:0 \| Bolívar \| \| 1 de octubre \| Victoria \| Tigre \| 1:3 \| Guaraní \| \| 21 de octubre \| La Paz \| Bolívar \| 2:3 \| Guaraní \| \| 21 de octubre \| São Paulo \| Palmeiras \| 5:0 \| Tigre \| |           |           |           |           |
| Fecha | Lugar     | Local     | Resultado | Visitante |
| 4 de marzo | Victoria  | Tigre     | 0:2       | Palmeiras |
| 4 de marzo | Asunción  | Guaraní   | 2:0       | Bolívar   |
| 10 de marzo | La Paz    | Bolívar   | 2:0       | Tigre     |
| 10 de marzo | São Paulo | Palmeiras | 3:1       | Guaraní   |
| 16 de septiembre | La Paz    | Bolívar   | 1:2       | Palmeiras |
| 17 de septiembre | Asunción  | Guaraní   | 4:1       | Tigre     |
| 22 de septiembre | Victoria  | Tigre     | 1:1       | Bolívar   |
| 23 de septiembre | Asunción  | Guaraní   | 0:0       | Palmeiras |
| 30 de septiembre | São Paulo | Palmeiras | 5:0       | Bolívar   |
| 1 de octubre | Victoria  | Tigre     | 1:3       | Guaraní   |
| 21 de octubre | La Paz    | Bolívar   | 2:3       | Guaraní   |
| 21 de octubre | São Paulo | Palmeiras | 5:0       | Tigre     |

### Grupo C
| Equipo               | Pts. | PJ | PG | PE | PP | GF | GC | DG |
| -------------------- | ---- | -- | -- | -- | -- | -- | -- | -- |
| Jorge Wilstermann    | 10   | 6  | 3  | 1  | 2  | 8  | 5  | 3  |
| Athletico Paranaense | 10   | 6  | 3  | 1  | 2  | 8  | 6  | 2  |
| Peñarol              | 9    | 6  | 3  | 0  | 3  | 9  | 8  | 1  |
| Colo-Colo            | 6    | 6  | 2  | 0  | 4  | 3  | 9  | –6 |

| \| Fecha \| Lugar \| Local \| Resultado \| Visitante \| \| ---------------- \| ---------- \| -------------------- \| --------- \| -------------------- \| \| 3 de marzo \| Curitiba \| Athletico Paranaense \| 1:0 \| Peñarol \| \| 4 de marzo \| Cochabamba \| Jorge Wilstermann \| 2:0 \| Colo-Colo \| \| 11 de marzo \| Santiago \| Colo-Colo \| 1:0 \| Athletico Paranaense \| \| 11 de marzo \| Montevideo \| Peñarol \| 1:0 \| Jorge Wilstermann \| \| 15 de septiembre \| Cochabamba \| Jorge Wilstermann \| 2:3 \| Athletico Paranaense \| \| 15 de septiembre \| Santiago \| Colo-Colo \| 2:1 \| Peñarol \| \| 23 de septiembre \| Curitiba \| Athletico Paranaense \| 2:0 \| Colo-Colo \| \| 24 de septiembre \| Cochabamba \| Jorge Wilstermann \| 3:1 \| Peñarol \| \| 29 de septiembre \| Montevideo \| Peñarol \| 3:0 \| Colo-Colo \| \| 29 de septiembre \| Curitiba \| Athletico Paranaense \| 0:0 \| Jorge Wilstermann \| \| 20 de octubre \| Montevideo \| Peñarol \| 3:2 \| Athletico Paranaense \| \| 20 de octubre \| Santiago \| Colo-Colo \| 0:1 \| Jorge Wilstermann \| |            |                      |           |                      |
| Fecha | Lugar      | Local                | Resultado | Visitante            |
| 3 de marzo | Curitiba   | Athletico Paranaense | 1:0       | Peñarol              |
| 4 de marzo | Cochabamba | Jorge Wilstermann    | 2:0       | Colo-Colo            |
| 11 de marzo | Santiago   | Colo-Colo            | 1:0       | Athletico Paranaense |
| 11 de marzo | Montevideo | Peñarol              | 1:0       | Jorge Wilstermann    |
| 15 de septiembre | Cochabamba | Jorge Wilstermann    | 2:3       | Athletico Paranaense |
| 15 de septiembre | Santiago   | Colo-Colo            | 2:1       | Peñarol              |
| 23 de septiembre | Curitiba   | Athletico Paranaense | 2:0       | Colo-Colo            |
| 24 de septiembre | Cochabamba | Jorge Wilstermann    | 3:1       | Peñarol              |
| 29 de septiembre | Montevideo | Peñarol              | 3:0       | Colo-Colo            |
| 29 de septiembre | Curitiba   | Athletico Paranaense | 0:0       | Jorge Wilstermann    |
| 20 de octubre | Montevideo | Peñarol              | 3:2       | Athletico Paranaense |
| 20 de octubre | Santiago   | Colo-Colo            | 0:1       | Jorge Wilstermann    |

### Grupo D
| Equipo               | Pts. | PJ | PG | PE | PP | GF | GC | DG  |
| -------------------- | ---- | -- | -- | -- | -- | -- | -- | --- |
| River Plate          | 13   | 6  | 4  | 1  | 1  | 21 | 6  | 15  |
| Liga de Quito        | 12   | 6  | 4  | 0  | 2  | 12 | 8  | 4   |
| São Paulo            | 7    | 6  | 2  | 1  | 3  | 14 | 11 | 3   |
| Deportivo Binacional | 3    | 6  | 1  | 0  | 5  | 3  | 25 | –22 |

| \| Fecha \| Lugar \| Local \| Resultado \| Visitante \| \| ---------------- \| ------------ \| -------------------- \| --------- \| -------------------- \| \| 4 de marzo \| Quito \| Liga de Quito \| 3:0 \| River Plate \| \| 5 de marzo \| Juliaca \| Deportivo Binacional \| 2:1 \| São Paulo \| \| 11 de marzo \| Buenos Aires \| River Plate \| 8:0 \| Deportivo Binacional \| \| 11 de marzo \| São Paulo \| São Paulo \| 3:0 \| Liga de Quito \| \| 15 de septiembre \| Lima[n. 4] \| Deportivo Binacional \| 0:1 \| Liga de Quito \| \| 17 de septiembre \| São Paulo \| São Paulo \| 2:2 \| River Plate \| \| 22 de septiembre \| Quito \| Liga de Quito \| 4:2 \| São Paulo \| \| 22 de septiembre \| Lima[n. 5] \| Deportivo Binacional \| 0:6 \| River Plate \| \| 29 de septiembre \| Quito \| Liga de Quito \| 4:0 \| Deportivo Binacional \| \| 30 de septiembre \| Avellaneda \| River Plate \| 2:1 \| São Paulo \| \| 20 de octubre \| Avellaneda \| River Plate \| 3:0 \| Liga de Quito \| \| 20 de octubre \| São Paulo \| São Paulo \| 5:1 \| Deportivo Binacional \| |              |                      |           |                      |
| Fecha | Lugar        | Local                | Resultado | Visitante            |
| 4 de marzo | Quito        | Liga de Quito        | 3:0       | River Plate          |
| 5 de marzo | Juliaca      | Deportivo Binacional | 2:1       | São Paulo            |
| 11 de marzo | Buenos Aires | River Plate          | 8:0       | Deportivo Binacional |
| 11 de marzo | São Paulo    | São Paulo            | 3:0       | Liga de Quito        |
| 15 de septiembre | Lima         | Deportivo Binacional | 0:1       | Liga de Quito        |
| 17 de septiembre | São Paulo    | São Paulo            | 2:2       | River Plate          |
| 22 de septiembre | Quito        | Liga de Quito        | 4:2       | São Paulo            |
| 22 de septiembre | Lima         | Deportivo Binacional | 0:6       | River Plate          |
| 29 de septiembre | Quito        | Liga de Quito        | 4:0       | Deportivo Binacional |
| 30 de septiembre | Avellaneda   | River Plate          | 2:1       | São Paulo            |
| 20 de octubre | Avellaneda   | River Plate          | 3:0       | Liga de Quito        |
| 20 de octubre | São Paulo    | São Paulo            | 5:1       | Deportivo Binacional |

### Grupo E
| Equipo               | Pts. | PJ | PG | PE | PP | GF | GC | DG |
| -------------------- | ---- | -- | -- | -- | -- | -- | -- | -- |
| Grêmio               | 11   | 6  | 3  | 2  | 1  | 6  | 3  | 3  |
| Internacional        | 8    | 6  | 2  | 2  | 2  | 8  | 6  | 2  |
| Universidad Católica | 7    | 6  | 2  | 1  | 3  | 6  | 9  | –3 |
| América de Cali      | 6    | 6  | 1  | 3  | 2  | 7  | 9  | –2 |

| \| Fecha \| Lugar \| Local \| Resultado \| Visitante \| \| ---------------- \| ------------ \| -------------------- \| --------- \| -------------------- \| \| 3 de marzo \| Porto Alegre \| Internacional \| 3:0 \| Universidad Católica \| \| 3 de marzo \| Cali \| América de Cali \| 0:2 \| Grêmio \| \| 10 de marzo \| Santiago \| Universidad Católica \| 1:2 \| América de Cali \| \| 12 de marzo \| Porto Alegre \| Grêmio \| 0:0 \| Internacional \| \| 16 de septiembre \| Porto Alegre \| Internacional \| 4:3 \| América de Cali \| \| 16 de septiembre \| Santiago \| Universidad Católica \| 2:0 \| Grêmio \| \| 23 de septiembre \| Cali \| América de Cali \| 1:1 \| Universidad Católica \| \| 23 de septiembre \| Porto Alegre \| Internacional \| 0:1 \| Grêmio \| \| 29 de septiembre \| Porto Alegre \| Grêmio \| 2:0 \| Universidad Católica \| \| 29 de septiembre \| Cali \| América de Cali \| 0:0 \| Internacional \| \| 22 de octubre \| Santiago \| Universidad Católica \| 2:1 \| Internacional \| \| 22 de octubre \| Porto Alegre \| Grêmio \| 1:1 \| América de Cali \| |              |                      |           |                      |
| Fecha | Lugar        | Local                | Resultado | Visitante            |
| 3 de marzo | Porto Alegre | Internacional        | 3:0       | Universidad Católica |
| 3 de marzo | Cali         | América de Cali      | 0:2       | Grêmio               |
| 10 de marzo | Santiago     | Universidad Católica | 1:2       | América de Cali      |
| 12 de marzo | Porto Alegre | Grêmio               | 0:0       | Internacional        |
| 16 de septiembre | Porto Alegre | Internacional        | 4:3       | América de Cali      |
| 16 de septiembre | Santiago     | Universidad Católica | 2:0       | Grêmio               |
| 23 de septiembre | Cali         | América de Cali      | 1:1       | Universidad Católica |
| 23 de septiembre | Porto Alegre | Internacional        | 0:1       | Grêmio               |
| 29 de septiembre | Porto Alegre | Grêmio               | 2:0       | Universidad Católica |
| 29 de septiembre | Cali         | América de Cali      | 0:0       | Internacional        |
| 22 de octubre | Santiago     | Universidad Católica | 2:1       | Internacional        |
| 22 de octubre | Porto Alegre | Grêmio               | 1:1       | América de Cali      |

### Grupo F
| Equipo                | Pts. | PJ | PG | PE | PP | GF | GC | DG |
| --------------------- | ---- | -- | -- | -- | -- | -- | -- | -- |
| Nacional              | 15   | 6  | 5  | 0  | 1  | 9  | 3  | 6  |
| Racing Club           | 15   | 6  | 5  | 0  | 1  | 9  | 4  | 5  |
| Estudiantes de Mérida | 4    | 6  | 1  | 1  | 4  | 8  | 12 | –4 |
| Alianza Lima          | 1    | 6  | 0  | 1  | 5  | 4  | 11 | –7 |

| \| Fecha \| Lugar \| Local \| Resultado \| Visitante \| \| ---------------- \| ---------- \| --------------------- \| --------- \| --------------------- \| \| 5 de marzo \| Mérida \| Estudiantes de Mérida \| 1:2 \| Racing Club \| \| 5 de marzo \| Lima \| Alianza Lima \| 0:1 \| Nacional \| \| 12 de marzo \| Montevideo \| Nacional \| 1:0 \| Estudiantes de Mérida \| \| 12 de marzo \| Avellaneda \| Racing Club \| 1:0 \| Alianza Lima \| \| 16 de septiembre \| Mérida \| Estudiantes de Mérida \| 3:2 \| Alianza Lima \| \| 17 de septiembre \| Avellaneda \| Racing Club \| 0:1 \| Nacional \| \| 22 de septiembre \| Mérida \| Estudiantes de Mérida \| 1:3 \| Nacional \| \| 23 de septiembre \| Lima \| Alianza Lima \| 0:2 \| Racing Club \| \| 30 de septiembre \| Montevideo \| Nacional \| 1:2 \| Racing Club \| \| 30 de septiembre \| Lima \| Alianza Lima \| 2:2 \| Estudiantes de Mérida \| \| 21 de octubre \| Montevideo \| Nacional \| 2:0 \| Alianza Lima \| \| 21 de octubre \| Avellaneda \| Racing Club \| 2:1 \| Estudiantes de Mérida \| |            |                       |           |                       |
| Fecha | Lugar      | Local                 | Resultado | Visitante             |
| 5 de marzo | Mérida     | Estudiantes de Mérida | 1:2       | Racing Club           |
| 5 de marzo | Lima       | Alianza Lima          | 0:1       | Nacional              |
| 12 de marzo | Montevideo | Nacional              | 1:0       | Estudiantes de Mérida |
| 12 de marzo | Avellaneda | Racing Club           | 1:0       | Alianza Lima          |
| 16 de septiembre | Mérida     | Estudiantes de Mérida | 3:2       | Alianza Lima          |
| 17 de septiembre | Avellaneda | Racing Club           | 0:1       | Nacional              |
| 22 de septiembre | Mérida     | Estudiantes de Mérida | 1:3       | Nacional              |
| 23 de septiembre | Lima       | Alianza Lima          | 0:2       | Racing Club           |
| 30 de septiembre | Montevideo | Nacional              | 1:2       | Racing Club           |
| 30 de septiembre | Lima       | Alianza Lima          | 2:2       | Estudiantes de Mérida |
| 21 de octubre | Montevideo | Nacional              | 2:0       | Alianza Lima          |
| 21 de octubre | Avellaneda | Racing Club           | 2:1       | Estudiantes de Mérida |

### Grupo G
| Equipo             | Pts. | PJ | PG | PE | PP | GF | GC | DG |
| ------------------ | ---- | -- | -- | -- | -- | -- | -- | -- |
| Santos             | 16   | 6  | 5  | 1  | 0  | 10 | 5  | 5  |
| Delfín             | 7    | 6  | 2  | 1  | 3  | 6  | 7  | –1 |
| Defensa y Justicia | 6    | 6  | 2  | 0  | 4  | 8  | 10 | –2 |
| Olimpia            | 5    | 6  | 1  | 2  | 3  | 6  | 8  | –2 |

| \| Fecha \| Lugar \| Local \| Resultado \| Visitante \| \| ---------------- \| ---------------- \| ------------------ \| --------- \| ------------------ \| \| 3 de marzo \| Florencio Varela \| Defensa y Justicia \| 1:2 \| Santos \| \| 4 de marzo \| Manta \| Delfín \| 1:1 \| Olimpia \| \| 10 de marzo \| Santos \| Santos \| 1:0 \| Delfín \| \| 11 de marzo \| Asunción \| Olimpia \| 2:1 \| Defensa y Justicia \| \| 15 de septiembre \| Santos \| Santos \| 0:0 \| Olimpia \| \| 17 de septiembre \| Florencio Varela \| Defensa y Justicia \| 3:0 \| Delfín \| \| 23 de septiembre \| Florencio Varela \| Defensa y Justicia \| 2:1 \| Olimpia \| \| 24 de septiembre \| Manta \| Delfín \| 1:2 \| Santos \| \| 1 de octubre \| Asunción \| Olimpia \| 2:3 \| Santos \| \| 1 de octubre \| Manta \| Delfín \| 3:0 \| Defensa y Justicia \| \| 20 de octubre \| Asunción \| Olimpia \| 0:1 \| Delfín \| \| 20 de octubre \| Santos \| Santos \| 2:1 \| Defensa y Justicia \| |                  |                    |           |                    |
| Fecha | Lugar            | Local              | Resultado | Visitante          |
| 3 de marzo | Florencio Varela | Defensa y Justicia | 1:2       | Santos             |
| 4 de marzo | Manta            | Delfín             | 1:1       | Olimpia            |
| 10 de marzo | Santos           | Santos             | 1:0       | Delfín             |
| 11 de marzo | Asunción         | Olimpia            | 2:1       | Defensa y Justicia |
| 15 de septiembre | Santos           | Santos             | 0:0       | Olimpia            |
| 17 de septiembre | Florencio Varela | Defensa y Justicia | 3:0       | Delfín             |
| 23 de septiembre | Florencio Varela | Defensa y Justicia | 2:1       | Olimpia            |
| 24 de septiembre | Manta            | Delfín             | 1:2       | Santos             |
| 1 de octubre | Asunción         | Olimpia            | 2:3       | Santos             |
| 1 de octubre | Manta            | Delfín             | 3:0       | Defensa y Justicia |
| 20 de octubre | Asunción         | Olimpia            | 0:1       | Delfín             |
| 20 de octubre | Santos           | Santos             | 2:1       | Defensa y Justicia |

### Grupo H
| Equipo                 | Pts. | PJ | PG | PE | PP | GF | GC | DG |
| ---------------------- | ---- | -- | -- | -- | -- | -- | -- | -- |
| Boca Juniors           | 14   | 6  | 4  | 2  | 0  | 10 | 1  | 9  |
| Libertad               | 7    | 6  | 2  | 1  | 3  | 8  | 11 | –3 |
| Caracas                | 7    | 6  | 2  | 1  | 3  | 8  | 12 | –4 |
| Independiente Medellín | 6    | 6  | 2  | 0  | 4  | 9  | 11 | –2 |

| \| Fecha \| Lugar \| Local \| Resultado \| Visitante \| \| ---------------- \| ------------ \| ---------------------- \| --------- \| ---------------------- \| \| 3 de marzo \| Caracas \| Caracas \| 1:1 \| Boca Juniors \| \| 3 de marzo \| Medellín \| Independiente Medellín \| 1:2 \| Libertad \| \| 10 de marzo \| Asunción \| Libertad \| 3:2 \| Caracas \| \| 10 de marzo \| Buenos Aires \| Boca Juniors \| 3:0 \| Independiente Medellín \| \| 16 de septiembre \| Medellín \| Independiente Medellín \| 2:3 \| Caracas \| \| 17 de septiembre \| Asunción \| Libertad \| 0:2 \| Boca Juniors \| \| 23 de septiembre \| Caracas \| Caracas \| 2:1 \| Libertad \| \| 24 de septiembre \| Medellín \| Independiente Medellín \| 0:1 \| Boca Juniors \| \| 29 de septiembre \| Buenos Aires \| Boca Juniors \| 0:0 \| Libertad \| \| 30 de septiembre \| Caracas \| Caracas \| 0:2 \| Independiente Medellín \| \| 22 de octubre \| Asunción \| Libertad \| 2:4 \| Independiente Medellín \| \| 22 de octubre \| Buenos Aires \| Boca Juniors \| 3:0 \| Caracas \| |              |                        |           |                        |
| Fecha | Lugar        | Local                  | Resultado | Visitante              |
| 3 de marzo | Caracas      | Caracas                | 1:1       | Boca Juniors           |
| 3 de marzo | Medellín     | Independiente Medellín | 1:2       | Libertad               |
| 10 de marzo | Asunción     | Libertad               | 3:2       | Caracas                |
| 10 de marzo | Buenos Aires | Boca Juniors           | 3:0       | Independiente Medellín |
| 16 de septiembre | Medellín     | Independiente Medellín | 2:3       | Caracas                |
| 17 de septiembre | Asunción     | Libertad               | 0:2       | Boca Juniors           |
| 23 de septiembre | Caracas      | Caracas                | 2:1       | Libertad               |
| 24 de septiembre | Medellín     | Independiente Medellín | 0:1       | Boca Juniors           |
| 29 de septiembre | Buenos Aires | Boca Juniors           | 0:0       | Libertad               |
| 30 de septiembre | Caracas      | Caracas                | 0:2       | Independiente Medellín |
| 22 de octubre | Asunción     | Libertad               | 2:4       | Independiente Medellín |
| 22 de octubre | Buenos Aires | Boca Juniors           | 3:0       | Caracas                |

## Equipos transferidos a la Copa Sudamericana 2020
Los ocho terceros de la fase de grupos y los dos mejores perdedores de la fase 3 fueron transferidos a la segunda fase de la Copa Sudamericana 2020.
| Equipo                | Procedencia |
| --------------------- | ----------- |
| Atlético Tucumán      | Fase 3      |
| Deportes Tolima       | Fase 3      |
| Junior                | Grupo A     |
| Bolívar               | Grupo B     |
| Peñarol               | Grupo C     |
| São Paulo             | Grupo D     |
| Universidad Católica  | Grupo E     |
| Estudiantes de Mérida | Grupo F     |
| Defensa y Justicia    | Grupo G     |
| Caracas               | Grupo H     |

## Fases finales
Las fases finales están compuestas por cuatro etapas: octavos, cuartos, semifinales y final. Se disputarán por eliminación directa, en partidos de ida y vuelta. A los fines de establecer las llaves de la primera etapa, los dieciséis equipos son ordenados en dos tablas, una con los clasificados como primeros (numerados del 1 al 8 de acuerdo con su desempeño en la fase de grupos, determinada según los criterios de clasificación), y otra con aquellos clasificados como segundos (numerados del 9 al 16, con el mismo criterio), enfrentándose en octavos de final un equipo de los que terminó en la primera posición contra uno de los que ocupó la segunda. Los cruces fueron determinados mediante un sorteo que se llevó a cabo el 23 de octubre de 2020 en el Centro de Convenciones de la Confederación Sudamericana de Fútbol, ubicado en Luque, Paraguay. Durante todo el desarrollo de las fases finales, el equipo que ostente menor número de orden que su rival de turno ejercerá la localía en el partido de vuelta. A partir de los octavos de final, se utilizará el árbitro asistente de video (VAR).

### Tabla de primeros
| N.º | Equipo            | Pts. | PJ | PG | PE | PP | GF | GC | DG |
| --- | ----------------- | ---- | -- | -- | -- | -- | -- | -- | -- |
| 1   | Palmeiras         | 16   | 6  | 5  | 1  | 0  | 17 | 2  | 15 |
| 2   | Santos            | 16   | 6  | 5  | 1  | 0  | 10 | 5  | 5  |
| 3   | Flamengo          | 15   | 6  | 5  | 0  | 1  | 14 | 8  | 6  |
| 4   | Nacional          | 15   | 6  | 5  | 0  | 1  | 9  | 3  | 6  |
| 5   | Boca Juniors      | 14   | 6  | 4  | 2  | 0  | 10 | 1  | 9  |
| 6   | River Plate       | 13   | 6  | 4  | 1  | 1  | 21 | 6  | 15 |
| 7   | Grêmio            | 11   | 6  | 3  | 2  | 1  | 6  | 3  | 3  |
| 8   | Jorge Wilstermann | 10   | 6  | 3  | 1  | 2  | 8  | 5  | 3  |

### Tabla de segundos
| N.º | Equipo                  | Pts. | PJ | PG | PE | PP | GF | GC | DG |
| --- | ----------------------- | ---- | -- | -- | -- | -- | -- | -- | -- |
| 9   | Racing Club             | 15   | 6  | 5  | 0  | 1  | 9  | 4  | 5  |
| 10  | Guaraní                 | 13   | 6  | 4  | 1  | 1  | 13 | 7  | 6  |
| 11  | Independiente del Valle | 12   | 6  | 4  | 0  | 2  | 14 | 8  | 6  |
| 12  | Liga de Quito           | 12   | 6  | 4  | 0  | 2  | 12 | 8  | 4  |
| 13  | Athletico Paranaense    | 10   | 6  | 3  | 1  | 2  | 8  | 6  | 2  |
| 14  | Internacional           | 8    | 6  | 2  | 2  | 2  | 8  | 6  | 2  |
| 15  | Delfín                  | 7    | 6  | 2  | 1  | 3  | 6  | 7  | –1 |
| 16  | Libertad                | 7    | 6  | 2  | 1  | 3  | 8  | 11 | –3 |

### Cuadro de desarrollo
|  | Octavos de final                  | Octavos de final                  | Octavos de final                  | Octavos de final                  | Octavos de final                  |   |   | Cuartos de final     | Cuartos de final     | Cuartos de final     | Cuartos de final     | Cuartos de final     |  |   | Semifinales              | Semifinales              | Semifinales              | Semifinales              | Semifinales              |  |           | Final               | Final               | Final               |  |
|  | 24 de noviembre al 3 de diciembre | 24 de noviembre al 3 de diciembre | 24 de noviembre al 3 de diciembre | 24 de noviembre al 3 de diciembre | 24 de noviembre al 3 de diciembre |   |   | 8 al 23 de diciembre | 8 al 23 de diciembre | 8 al 23 de diciembre | 8 al 23 de diciembre | 8 al 23 de diciembre |  |   | 5 al 13 de enero de 2021 | 5 al 13 de enero de 2021 | 5 al 13 de enero de 2021 | 5 al 13 de enero de 2021 | 5 al 13 de enero de 2021 |  |           | 30 de enero de 2021 | 30 de enero de 2021 | 30 de enero de 2021 |  |
|  |                                   |                                   |                                   |                                   |                                   |   |   |                      |                      |                      |                      |                      |  |   |                          |                          |                          |                          |                          |  |           |                     |                     |                     |  |
|  |                                   |                                   |                                   |                                   |                                   |   |   |                      |                      |                      |                      |                      |  |   |                          |                          |                          |                          |                          |  |           |                     |                     |                     |  |
|  | 1                                 | Palmeiras                         | 3                                 | 5                                 | 8                                 |   |   |                      |                      |                      |                      |                      |  |   |                          |                          |                          |                          |                          |  |           |                     |                     |                     |  |
|  | 1                                 | Palmeiras                         | 3                                 | 5                                 | 8                                 |   |   |                      |                      |                      |                      |                      |  |   |                          |                          |                          |                          |                          |  |           |                     |                     |                     |  |
|  | 15                                | Delfín                            | 1                                 | 0                                 | 1                                 |   |   |                      |                      |                      |                      |                      |  |   |                          |                          |                          |                          |                          |  |           |                     |                     |                     |  |
|  | 15                                | Delfín                            | 1                                 | 0                                 | 1                                 |   | 1 | Palmeiras            | 1                    | 3                    | 4                    |                      |  |   |                          |                          |                          |                          |                          |  |           |                     |                     |                     |  |
|  |                                   |                                   |                                   |                                   |                                   |   | 1 | Palmeiras            | 1                    | 3                    | 4                    |                      |  |   |                          |                          |                          |                          |                          |  |           |                     |                     |                     |  |
|  |                                   |                                   | 16                                | Libertad                          | 1                                 | 0 | 1 |                      |                      |                      |                      |                      |  |   |                          |                          |                          |                          |                          |  |           |                     |                     |                     |  |
|  | 8                                 | Jorge Wilstermann                 | 16                                | Libertad                          | 1                                 | 0 | 1 | 1                    | 0                    | 1                    |                      |                      |  |   |                          |                          |                          |                          |                          |  |           |                     |                     |                     |  |
|  | 8                                 | Jorge Wilstermann                 |                                   |                                   |                                   |   |   |                      |                      | 1                    |                      |                      |  |   |                          |                          |                          |                          |                          |  |           |                     |                     |                     |  |
|  | 16                                | Libertad                          | 3                                 | 2                                 | 5                                 |   |   |                      |                      |                      |                      |                      |  |   |                          |                          |                          |                          |                          |  |           |                     |                     |                     |  |
|  | 16                                | Libertad                          | 3                                 | 2                                 | 5                                 |   |   |                      |                      |                      |                      |                      |  | 1 | Palmeiras                | 3                        | 0                        | 3                        |                          |  |           |                     |                     |                     |  |
|  |                                   |                                   |                                   |                                   |                                   |   |   |                      |                      |                      |                      |                      |  | 1 | Palmeiras                | 3                        | 0                        | 3                        |                          |  |           |                     |                     |                     |  |
|  |                                   |                                   | 6                                 | River Plate                       | 0                                 | 2 | 2 |                      |                      |                      |                      |                      |  |   |                          |                          |                          |                          |                          |  |           |                     |                     |                     |  |
|  | 4                                 | Nacional                          | 6                                 | River Plate                       | 0                                 | 2 | 2 | 0                    | 0                    | 0 (4)                |                      |                      |  |   |                          |                          |                          |                          |                          |  |           |                     |                     |                     |  |
|  | 4                                 | Nacional                          |                                   |                                   |                                   |   |   |                      |                      | 0 (4)                |                      |                      |  |   |                          |                          |                          |                          |                          |  |           |                     |                     |                     |  |
|  | 11                                | Independiente del Valle           | 0                                 | 0                                 | 0 (2)                             |   |   |                      |                      |                      |                      |                      |  |   |                          |                          |                          |                          |                          |  |           |                     |                     |                     |  |
|  | 11                                | Independiente del Valle           | 0                                 | 0                                 | 0 (2)                             |   | 4 | Nacional             | 0                    | 2                    | 2                    |                      |  |   |                          |                          |                          |                          |                          |  |           |                     |                     |                     |  |
|  |                                   |                                   |                                   |                                   |                                   |   | 4 | Nacional             | 0                    | 2                    | 2                    |                      |  |   |                          |                          |                          |                          |                          |  |           |                     |                     |                     |  |
|  |                                   |                                   | 6                                 | River Plate                       | 2                                 | 6 | 8 |                      |                      |                      |                      |                      |  |   |                          |                          |                          |                          |                          |  |           |                     |                     |                     |  |
|  | 6                                 | River Plate                       | 6                                 | River Plate                       | 2                                 | 6 | 8 | 1                    | 1                    | 2                    |                      |                      |  |   |                          |                          |                          |                          |                          |  |           |                     |                     |                     |  |
|  | 6                                 | River Plate                       |                                   |                                   |                                   |   |   |                      |                      | 2                    |                      |                      |  |   |                          |                          |                          |                          |                          |  |           |                     |                     |                     |  |
|  | 13                                | Athletico Paranaense              | 1                                 | 0                                 | 1                                 |   |   |                      |                      |                      |                      |                      |  |   |                          |                          |                          |                          |                          |  |           |                     |                     |                     |  |
|  | 13                                | Athletico Paranaense              | 1                                 | 0                                 | 1                                 |   |   |                      |                      |                      |                      |                      |  |   |                          |                          |                          |                          |                          |  | Palmeiras | Palmeiras           | 1                   |                     |  |
|  |                                   |                                   |                                   |                                   |                                   |   |   |                      |                      |                      |                      |                      |  |   |                          |                          |                          |                          |                          |  | Palmeiras | Palmeiras           | 1                   |                     |  |
|  |                                   |                                   | Santos                            | Santos                            | 0                                 |   |   |                      |                      |                      |                      |                      |  |   |                          |                          |                          |                          |                          |  |           |                     |                     |                     |  |
|  | 2                                 | Santos (v.)                       | Santos                            | Santos                            | 0                                 | 2 | 0 | 2                    |                      |                      |                      |                      |  |   |                          |                          |                          |                          |                          |  |           |                     |                     |                     |  |
|  | 2                                 | Santos (v.)                       |                                   |                                   |                                   |   |   |                      |                      |                      |                      |                      |  |   |                          |                          |                          |                          |                          |  |           |                     |                     |                     |  |
|  | 12                                | Liga de Quito                     | 1                                 | 1                                 | 2                                 |   |   |                      |                      |                      |                      |                      |  |   |                          |                          |                          |                          |                          |  |           |                     |                     |                     |  |
|  | 12                                | Liga de Quito                     | 1                                 | 1                                 | 2                                 |   | 2 | Santos               | 1                    | 4                    | 5                    |                      |  |   |                          |                          |                          |                          |                          |  |           |                     |                     |                     |  |
|  |                                   |                                   |                                   |                                   |                                   |   | 2 | Santos               | 1                    | 4                    | 5                    |                      |  |   |                          |                          |                          |                          |                          |  |           |                     |                     |                     |  |
|  |                                   |                                   | 7                                 | Grêmio                            | 1                                 | 1 | 2 |                      |                      |                      |                      |                      |  |   |                          |                          |                          |                          |                          |  |           |                     |                     |                     |  |
|  | 7                                 | Grêmio                            | 7                                 | Grêmio                            | 1                                 | 1 | 2 | 2                    | 2                    | 4                    |                      |                      |  |   |                          |                          |                          |                          |                          |  |           |                     |                     |                     |  |
|  | 7                                 | Grêmio                            |                                   |                                   |                                   |   |   |                      |                      | 4                    |                      |                      |  |   |                          |                          |                          |                          |                          |  |           |                     |                     |                     |  |
|  | 10                                | Guaraní                           | 0                                 | 0                                 | 0                                 |   |   |                      |                      |                      |                      |                      |  |   |                          |                          |                          |                          |                          |  |           |                     |                     |                     |  |
|  | 10                                | Guaraní                           | 0                                 | 0                                 | 0                                 |   |   |                      |                      |                      |                      |                      |  | 2 | Santos                   | 0                        | 3                        | 3                        |                          |  |           |                     |                     |                     |  |
|  |                                   |                                   |                                   |                                   |                                   |   |   |                      |                      |                      |                      |                      |  | 2 | Santos                   | 0                        | 3                        | 3                        |                          |  |           |                     |                     |                     |  |
|  |                                   |                                   | 5                                 | Boca Juniors                      | 0                                 | 0 | 0 |                      |                      |                      |                      |                      |  |   |                          |                          |                          |                          |                          |  |           |                     |                     |                     |  |
|  | 5                                 | Boca Juniors                      | 5                                 | Boca Juniors                      | 0                                 | 0 | 0 | 1                    | 0                    | 1 (5)                |                      |                      |  |   |                          |                          |                          |                          |                          |  |           |                     |                     |                     |  |
|  | 5                                 | Boca Juniors                      |                                   |                                   |                                   |   |   |                      |                      | 1 (5)                |                      |                      |  |   |                          |                          |                          |                          |                          |  |           |                     |                     |                     |  |
|  | 14                                | Internacional                     | 0                                 | 1                                 | 1 (4)                             |   |   |                      |                      |                      |                      |                      |  |   |                          |                          |                          |                          |                          |  |           |                     |                     |                     |  |
|  | 14                                | Internacional                     | 0                                 | 1                                 | 1 (4)                             |   | 5 | Boca Juniors         | 0                    | 2                    | 2                    |                      |  |   |                          |                          |                          |                          |                          |  |           |                     |                     |                     |  |
|  |                                   |                                   |                                   |                                   |                                   |   | 5 | Boca Juniors         | 0                    | 2                    | 2                    |                      |  |   |                          |                          |                          |                          |                          |  |           |                     |                     |                     |  |
|  |                                   |                                   | 9                                 | Racing Club                       | 1                                 | 0 | 1 |                      |                      |                      |                      |                      |  |   |                          |                          |                          |                          |                          |  |           |                     |                     |                     |  |
|  | 3                                 | Flamengo                          | 9                                 | Racing Club                       | 1                                 | 0 | 1 | 1                    | 1                    | 2 (3)                |                      |                      |  |   |                          |                          |                          |                          |                          |  |           |                     |                     |                     |  |
|  | 3                                 | Flamengo                          |                                   |                                   |                                   |   |   |                      |                      | 2 (3)                |                      |                      |  |   |                          |                          |                          |                          |                          |  |           |                     |                     |                     |  |
|  | 9                                 | Racing Club                       | 1                                 | 1                                 | 2 (5)                             |   |   |                      |                      |                      |                      |                      |  |   |                          |                          |                          |                          |                          |  |           |                     |                     |                     |  |
|  | 9                                 | Racing Club                       | 1                                 | 1                                 | 2 (5)                             |   |   |                      |                      |                      |                      |                      |  |   |                          |                          |                          |                          |                          |  |           |                     |                     |                     |  |
|  |                                   |                                   |                                   |                                   |                                   |   |   |                      |                      |                      |                      |                      |  |   |                          |                          |                          |                          |                          |  |           |                     |                     |                     |  |

Nota: En las series a dos partidos, el equipo con el menor número de orden y que ocupa la primera línea es el que define como local.

### Octavos de final
| 25 de noviembre de 2020, 17:15 (UTC-5) | Delfín             | 1:3 (0:2) | Palmeiras                                    | Estadio Jocay, Manta                              |                                                   |
|                                        | Ramires 69' (a.g.) | Reporte   | Menino 18' · Rony 36' (pen.) · Zé Rafael 60' | Árbitro(s): Leodán González VAR: Esteban Ostojich | Árbitro(s): Leodán González VAR: Esteban Ostojich |

| 2 de diciembre de 2020, 19:15 (UTC-3) | Palmeiras                                                                  | 5:0 (1:0) | Delfín | Allianz Parque, São Paulo                      |                                                |
|                                       | Patrick de Paula 29' · Gabriel Veron 49', 60' · Willian 52' · Danilo 90+4' | Reporte   |        | Árbitro(s): Darío Herrera VAR: Leodán González | Árbitro(s): Darío Herrera VAR: Leodán González |

| 25 de noviembre de 2020, 21:30 (UTC-3) | Libertad                                     | 3:1 (0:0) | Jorge Wilstermann | Estadio General Pablo Rojas, Asunción            |                                                  |
|                                        | Enciso 46' · Cardozo 69' · A. Martínez 90+6' | Reporte   | Osorio 74'        | Árbitro(s): Anderson Daronco VAR: Rodolpho Toski | Árbitro(s): Anderson Daronco VAR: Rodolpho Toski |

| 2 de diciembre de 2020, 20:30 (UTC-4) | Jorge Wilstermann | 0:2 (0:0) | Libertad         | Estadio Félix Capriles, Cochabamba                   |                                                      |
|                                       |                   | Reporte   | Cardozo 67', 79' | Árbitro(s): Patricio Loustau VAR: Fernando Rapallini | Árbitro(s): Patricio Loustau VAR: Fernando Rapallini |

| 24 de noviembre de 2020, 19:15 (UTC-3) | Athletico Paranaense | 1:1 (0:0) | River Plate | Arena da Baixada, Curitiba                  |                                             |
|                                        | Bissoli 57'          | Reporte   | P. Díaz 90' | Árbitro(s): Andrés Rojas VAR: Nicolás Gallo | Árbitro(s): Andrés Rojas VAR: Nicolás Gallo |

| 1 de diciembre de 2020, 19:15 (UTC-3) | River Plate    | 1:0 (0:0) | Athletico Paranaense | Estadio Libertadores de América, Avellaneda      |                                                  |
|                                       | De la Cruz 84' | Reporte   |                      | Árbitro(s): Jesús Valenzuela VAR: Cristián Garay | Árbitro(s): Jesús Valenzuela VAR: Cristián Garay |

| 25 de noviembre de 2020, 17:15 (UTC-5) | Independiente del Valle | 0:0     | Nacional | Estadio Rodrigo Paz Delgado, Quito          |                                             |
|                                        |                         | Reporte |          | Árbitro(s): Raphael Claus VAR: Rafael Traci | Árbitro(s): Raphael Claus VAR: Rafael Traci |

| 2 de diciembre de 2020, 19:15 (UTC-3) | Nacional                                            | 0:0 (4:2 p.)               | Independiente del Valle             | Estadio Gran Parque Central, Montevideo    |                                            |
|                                       |                                                     | Reporte                    |                                     | Árbitro(s): Juan Benítez VAR: Derlis López | Árbitro(s): Juan Benítez VAR: Derlis López |
|                                       |                                                     | Tiros desde el punto penal |                                     |                                            |                                            |
|                                       | Bergessio · Castro · Yacob · Carballo · E. Martínez |                            | Pellerano · Mera · Torres · Schunke |                                            |                                            |

| 2 de diciembre de 2020, 21:30 (UTC-3)                                                      | Internacional | 0:1 (0:0) | Boca Juniors | Estadio Beira-Rio, Porto Alegre                 |                                                 |
|                                                                                            |               | Reporte   | Tévez 63'    | Árbitro(s): Esteban Ostojich VAR: Nicolás Gallo | Árbitro(s): Esteban Ostojich VAR: Nicolás Gallo |
| Postergado para el 2 de diciembre, a la misma hora, a raíz de la muerte de Diego Maradona. |               |           |              |                                                 |                                                 |

| 9 de diciembre de 2020, 21:30 (UTC-3)                                                      | Boca Juniors                                         | 0:1 (0:0) (5:4 p.)         | Internacional                                                        | Estadio La Bombonera, Buenos Aires            |                                               |
|                                                                                            |                                                      | Reporte                    | Fabra 48' (a.g.)                                                     | Árbitro(s): Roberto Tobar VAR: Julio Bascuñán | Árbitro(s): Roberto Tobar VAR: Julio Bascuñán |
|                                                                                            |                                                      | Tiros desde el punto penal |                                                                      |                                               |                                               |
|                                                                                            | Tévez · Cardona · Salvio · Fabra · Izquierdoz · Jara |                            | Rodinei · Edenilson · Lindoso · Yuri Alberto · L. Fernández · Peglow |                                               |                                               |
| Postergado para el 9 de diciembre, a la misma hora, por la posposición del partido de ida. |                                                      |                            |                                                                      |                                               |                                               |

| 24 de noviembre de 2020, 21:30 (UTC-3) | Racing Club | 1:1 (1:1) | Flamengo            | Estadio Presidente Perón, Avellaneda             |                                                  |
|                                        | Fértoli 13' | Reporte   | Gabriel Barbosa 15' | Árbitro(s): Alexis Herrera VAR: Jesús Valenzuela | Árbitro(s): Alexis Herrera VAR: Jesús Valenzuela |

| 1 de diciembre de 2020, 21:30 (UTC-3) | Flamengo                                    | 1:1 (0:0) (3:5 p.)         | Racing Club                                           | Estadio Maracaná, Río de Janeiro              |                                               |
|                                       | Willian Arão 90+3'                          | Reporte                    | Sigali 65'                                            | Árbitro(s): Roberto Tobar VAR: Julio Bascuñán | Árbitro(s): Roberto Tobar VAR: Julio Bascuñán |
|                                       |                                             | Tiros desde el punto penal |                                                       |                                               |                                               |
|                                       | Filipe Luís · Gerson · Pedro · Willian Arão |                            | L. López · M. Rojas · Sigali · Alcaraz · F. Domínguez |                                               |                                               |

| 24 de noviembre de 2020, 17:15 (UTC-5) | Liga de Quito | 1:2 (1:1) | Santos                          | Estadio Rodrigo Paz Delgado, Quito                 |                                                    |
|                                        | Julio 45+2'   | Reporte   | Soteldo 7' · Marinho 59' (pen.) | Árbitro(s): Fernando Rapallini VAR: Mauro Vigliano | Árbitro(s): Fernando Rapallini VAR: Mauro Vigliano |

| 1 de diciembre de 2020, 19:15 (UTC-3) | Santos | 0:1 (0:0) | Liga de Quito | Estadio Vila Belmiro, Santos                  |                                               |
|                                       |        | Reporte   | Zunino 66'    | Árbitro(s): Néstor Pitana VAR: Mauro Vigliano | Árbitro(s): Néstor Pitana VAR: Mauro Vigliano |

| 26 de noviembre de 2020, 21:30 (UTC-3) | Guaraní | 0:2 (0:0) | Grêmio                     | Estadio Defensores del Chaco, Asunción               |                                                      |
|                                        |         | Reporte   | Jean Pyerre 57' · Pepê 86' | Árbitro(s): Guillermo Guerrero VAR: Daniel Fedorczuk | Árbitro(s): Guillermo Guerrero VAR: Daniel Fedorczuk |

| 3 de diciembre de 2020, 21:30 (UTC-3) | Grêmio                        | 2:0 (1:0) | Guaraní | Arena do Grêmio, Porto Alegre               |                                             |
|                                       | Ferreira 3' · Rodrigues 90+7' | Reporte   |         | Árbitro(s): Wilmar Roldán VAR: Andrés Rojas | Árbitro(s): Wilmar Roldán VAR: Andrés Rojas |

### Cuartos de final
| 8 de diciembre de 2020, 21:30 (UTC-3) | Libertad     | 1:1 (0:1) | Palmeiras | Estadio Defensores del Chaco, Asunción             |                                                    |
|                                       | Espinoza 62' | Reporte   | Gómez 39' | Árbitro(s): Fernando Rapallini VAR: Mauro Vigliano | Árbitro(s): Fernando Rapallini VAR: Mauro Vigliano |

| 15 de diciembre de 2020, 21:30 (UTC-3) | Palmeiras                                  | 3:0 (1:0) | Libertad | Allianz Parque, São Paulo                     |                                               |
|                                        | Gustavo Scarpa 21' · Rony 68' · Menino 82' | Reporte   |          | Árbitro(s): Jesús Valenzuela VAR: Jhon Ospina | Árbitro(s): Jesús Valenzuela VAR: Jhon Ospina |

| 9 de diciembre de 2020, 19:15 (UTC-3) | Grêmio                    | 1:1 (0:1) | Santos         | Arena do Grêmio, Porto Alegre             |                                           |
|                                       | Diego Souza 90+12' (pen.) | Reporte   | Kaio Jorge 36' | Árbitro(s): Juan Benítez VAR: Eber Aquino | Árbitro(s): Juan Benítez VAR: Eber Aquino |

| 16 de diciembre de 2020, 19:15 (UTC-3) | Santos                                               | 4:1 (2:0) | Grêmio       | Estadio Vila Belmiro, Santos                 |                                              |
|                                        | Kaio Jorge 1', 54' · Marinho 16' · Laércio Soldá 84' | Reporte   | Thaciano 82' | Árbitro(s): Wilmar Roldán VAR: Nicolás Gallo | Árbitro(s): Wilmar Roldán VAR: Nicolás Gallo |

| 10 de diciembre de 2020, 21:30 (UTC-3) | River Plate                         | 2:0 (0:0) | Nacional | Estadio Libertadores de América, Avellaneda |                                             |
|                                        | Montiel 67' (pen.) · Zuculini 90+6' | Reporte   |          | Árbitro(s): Andrés Rojas VAR: Nicolás Gallo | Árbitro(s): Andrés Rojas VAR: Nicolás Gallo |

| 17 de diciembre de 2020, 21:30 (UTC-3) | Nacional                    | 2:6 (1:2) | River Plate                                                         | Estadio Gran Parque Central, Montevideo          |                                                  |
|                                        | Cougo 45+1' · Rodríguez 54' | Reporte   | Carrascal 28' · De la Cruz 45' · Zuculini 50' · Borré 67', 73', 80' | Árbitro(s): Roberto Tobar VAR: Ángelo Hermosilla | Árbitro(s): Roberto Tobar VAR: Ángelo Hermosilla |

| 16 de diciembre de 2020, 21:30 (UTC-3) | Racing Club   | 1:0 (0:0) | Boca Juniors | Estadio Presidente Perón, Avellaneda             |                                                  |
|                                        | Melgarejo 60' | Reporte   |              | Árbitro(s): Esteban Ostojich VAR: Mauro Vigliano | Árbitro(s): Esteban Ostojich VAR: Mauro Vigliano |

| 23 de diciembre de 2020, 21:30 (UTC-3) | Boca Juniors                  | 2:0 (1:0) | Racing Club | Estadio La Bombonera, Buenos Aires              |                                                 |
|                                        | Salvio 23' · Villa 61' (pen.) | Reporte   |             | Árbitro(s): Wilmar Roldán VAR: Patricio Loustau | Árbitro(s): Wilmar Roldán VAR: Patricio Loustau |

### Semifinales
| 6 de enero de 2021, 19:15 (UTC-3) | Boca Juniors | 0:0     | Santos | Estadio La Bombonera, Buenos Aires          |                                             |
|                                   |              | Reporte |        | Árbitro(s): Roberto Tobar VAR: Juan Benítez | Árbitro(s): Roberto Tobar VAR: Juan Benítez |

| 13 de enero de 2021, 19:15 (UTC-3) | Santos                                     | 3:0 (1:0) | Boca Juniors | Estadio Vila Belmiro, Santos                  |                                               |
|                                    | Pituca 16' · Soteldo 49' · Lucas Braga 51' | Reporte   |              | Árbitro(s): Wilmar Roldán VAR: Julio Bascuñán | Árbitro(s): Wilmar Roldán VAR: Julio Bascuñán |

| 5 de enero de 2021, 21:30 (UTC-3) | River Plate | 0:3 (0:1) | Palmeiras                              | Estadio Libertadores de América, Avellaneda     |                                                 |
|                                   |             | Reporte   | Rony 27' · Luiz Adriano 47' · Viña 62' | Árbitro(s): Leodán González VAR: Julio Bascuñán | Árbitro(s): Leodán González VAR: Julio Bascuñán |

| 12 de enero de 2021, 21:30 (UTC-3) | Palmeiras | 0:2 (0:2) | River Plate              | Allianz Parque, São Paulo                       |                                                 |
|                                    |           | Reporte   | R. Rojas 29' · Borré 44' | Árbitro(s): Esteban Ostojich VAR: Nicolás Gallo | Árbitro(s): Esteban Ostojich VAR: Nicolás Gallo |

### Final
| 30 de enero de 2021, 17:00 (UTC-3) | Palmeiras         | 1:0 (0:0) | Santos | Estadio Maracaná, Río de Janeiro                 |                                                  |
|                                    | Breno Lopes 90+9' | Reporte   |        | Árbitro(s): Patricio Loustau VAR: Mauro Vigliano | Árbitro(s): Patricio Loustau VAR: Mauro Vigliano |

|                              |
| Bandera de Brasil            |
| Campeón Palmeiras 2.º título |

## Estadísticas y premios

### Mejor Jugador
| Jugador | Club   |
| ------- | ------ |
| Marinho | Santos |

### Goleadores
| Jugador             | Club         | Goles | PJ |
| ------------------- | ------------ | ----- | -- |
| Fidel Martínez      | Barcelona    | 8     | 8  |
| Rafael Santos Borré | River Plate  | 7     | 11 |
| Eduardo Salvio      | Boca Juniors | 6     | 11 |
| Luiz Adriano        | Palmeiras    | 5     | 7  |
| Rony                | Palmeiras    | 5     | 11 |
| Julián Álvarez      | River Plate  | 5     | 11 |
| Kaio Jorge          | Santos       | 5     | 12 |

### Asistentes
| Jugador          | Club        | Asistencias |
| ---------------- | ----------- | ----------- |
| Rony             | Palmeiras   | 9           |
| Matías Suárez    | River Plate | 8           |
| Gonzalo Montiel  | River Plate | 6           |
| Damián Díaz      | Barcelona   | 5           |
| Leandro Martínez | Barcelona   | 5           |

### Equipo Ideal
| Equipo Ideal 2020 | Equipo Ideal 2020   | Equipo Ideal 2020 |
| Pos.              | Futbolista          | Equipo            |
| ----------------- | ------------------- | ----------------- |
| Guardameta        | Weverton            | Palmeiras         |
| Defensa           | Gonzalo Montiel     | River Plate       |
| Defensa           | Lucas Veríssimo     | Santos            |
| Defensa           | Gustavo Gómez       | Palmeiras         |
| Defensa           | Matías Viña         | Palmeiras         |
| Centrocampista    | Enzo Pérez          | River Plate       |
| Centrocampista    | Gabriel Menino      | Palmeiras         |
| Centrocampista    | Yeferson Soteldo    | Santos            |
| Delantero         | Marinho             | Santos            |
| Delantero         | Carlos Tévez        | Boca Juniors      |
| Delantero         | Rafael Santos Borré | River Plate       |